# 15238 Hisaohori
15238 Hisaohori è un asteroide della fascia principale. Scoperto nel 1989, presenta un'orbita caratterizzata da un semiasse maggiore pari a 2,2839602 au e da un'eccentricità di 0,0768775, inclinata di 3,88260° rispetto all'eclittica.
L'asteroide è dedicato all'astrofilo giapponese Hisao Hori .